# چهره سفید
چهره سفید (انگلیسی: White Face) یک فیلم به کارگردانی تی. هیز هانتر است که در سال ۱۹۳۲ منتشر شد. از بازیگران آن می‌توان به هیو ویلیامز، گوردن هارکر و رنی گاد اشاره کرد.